# 砲金

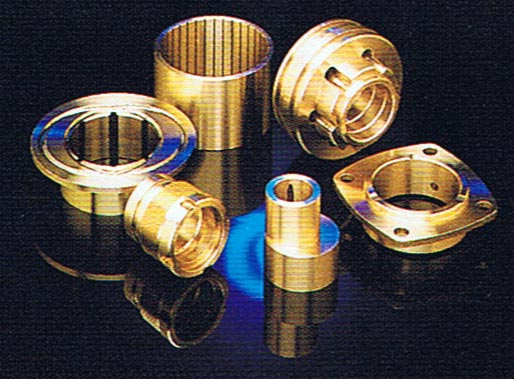
砲金の製品

砲金（ほうきん、英語: Gunmetal）は、銅合金の一種。銅90%と錫10%程度で組成される合金で、青銅に含まれる。JISでは H 5120（銅及び銅合金鋳物）に規定され、材料記号はCAC406(旧記号：BC-6)などと表記される。
靱性に富む性質があることから、かつては大砲の砲身の材料であった。鋳造が容易で、耐磨耗性や耐腐食性にも優れる。大砲に用いられた出自からガンメタルと呼ばれ、日本語として砲金が使われるようになった。なお、プラモデル、とくにその塗料における「ガンメタル」は銃器などに多い、金属光沢をもつ黒（黒鉄色、黒メタリック、ガンメタリック、ダークグレーメタリック）として認識、販売されている。

## 用途
名称通りに大砲の砲身に用いられたほか、代表的な使途としては、蛇口やメーターなど、水道の配管部材が挙げられる。